# Bulbophyllum auricomum
Bulbophyllum auricomum es una especie de orquídea epifita  originaria de  	 Asia.

## Descripción
Es una orquídea de pequeño tamaño, con hábitos epifita y  con pseudobulbos  ovoides, alargadas que llevan de 2 a 3 hojas, apicales,  caducas, delgadas que con frecuencia no están presentes en flor. Florece en una inflorescencia arqueada, basal, 22 cm  de largo, racemosa, con hasta 25 flores que se producen a finales del otoño y principios de invierno y tiene flores fragantes

## Distribución y hábitat
Se encuentra en Tailandia, Birmania, Sumatra y Java en los bosques bajos de temporada. 

## Taxonomía
Bulbophyllum auricomum fue descrita por John Lindley   y publicado en A Numerical List of Dried Specimens n. 1985. 1832.
Etimología
Bulbophyllum: nombre genérico que se refiere a la forma de las hojas que es bulbosa.
auricomum: epíteto latino que significa "oreja peludas".
Sinonimia
- Bulbophyllum foenisecii E.C.Parish ex Rchb.f.
- Bulbophyllum tripetaloides (Roxb.) Schltr.
- Dendrobium tripetaloides Roxb.
- Phyllorchis auricoma (Lindl.) Kuntze
- Phyllorkis auricoma (Lindl.) Kuntze[4][5]